# Dolmen de la Pierre de Minuit
Der stärker gestörte Dolmen de la Pierre de Minuit (deutsch Mitternachtsstein) liegt an der Rue de la Pierre de Minuit, südöstlich von Pontlevoy, bei Blois in der Touraine im Département Loir-et-Cher in Frankreich. Dolmen ist in Frankreich der Oberbegriff für neolithische Megalithanlagen aller Art (siehe: Französische Nomenklatur). Pierre de Minuit (oder Menhir de la Chaise, Grande Pierre de Louzouer) heißt ein auch Menhir in Louzouer im Département Loiret.
Der Dolmen besteht aus acht Steinen: drei Tragsteine auf der rechten, drei auf der linken Seite, einer bildet den Boden und ein zernarbter, etwa 5,2 m langer, 3,2 m breiter und  0,8 m hoher Kalkstein die Decke. Der Amateurarchäologe Louis Petit de La Saussaye (1801–1878), untersuchte 1822 den einsam gelegenen, von Legenden umwobenen Dolmen. Er wurde 1823, 1833, 1840, 1867 durchsucht und 1885 vom Abt Bourgeois, dem damaligen Direktor des Kollegiums von Pontlevoy, restauriert.
Der Menhir Pierre de Minuit steht in Louzouer (Département Loiret).

## Legenden
- In der Weihnachtsnacht dreht er sich der Deckstein um und enthüllt Feen und Zauberer, die ihre Versammlung abhalten. Ein Mensch, der sich zu nähern wagt, wird an Ort und Stelle getötet, oder verliert das Augenlicht.
- Laut einer anderen Legende erhebt sich der Dolmen an Heiligabend um Mitternacht in der Luft und nimmt ein Bad im nahen Teich von Charenton. Zeugen trifft der Tod, der sie daran hindert, von diesem Wunder zu erzählen.

Der Menhir Pierre de Minuit steht westlich des Dorfes Louzouer im Département Loiret, 